# 2006년 미국 상원의원 선거
2006년 미국 상원의원 선거는 2006년 11월 7일에 미국 상원의 클래스 1의 의원 33명을 선출하기 위해 실시된 선거이다. 이 선거는 60,839,144명의 유권자가 투표에 참여하여 투표율 29.7%를 기록하였다.
선거 전 공화당은 지난 2004년 선거에서 55석을 확보해 다수당 위치에 있었다. 그러나 2004년 대선 이후 이라크 전쟁의 후유증과 카트리나 피해 복구 지연으로 인한 조지 W. 부시 대통령의 지지도 하락과 공화당 내의 지도층 비리 문제로 인해 지지율이 하락해 다수당 지위를 상실할 위기에 처하였다.
선거 결과, 공화당은 6개의 지역을 민주당에 빼앗겨 49석으로 줄어들었다. 특히 펜실베이니아주의 릭 샌토럼 후보와 버지니아주의 조지 앨런 후보 등 주요 중진들이 낙선하면서 공화당은 2002년 선거 이후 다수당 위치를 4년 만에 빼앗겼다. 반대로 민주당은 기존의 지역구를 잃지 않으면서 공화당이 차지하고 있던 6개의 지역을 빼앗아 오면서 공화당과 동석인 49석을 차지하였다. 기존 민주당 소속인 조 리버먼이 민주당 공천 탈락 반발 속에 무소속으로 출마한 후 당선되면서 무소속 의원이 2명이 되었다. 따라서 1954년 선거 이후 민주당과 공화당은 처음으로 어느 정당도 과반선을 넘기지 못하였다. 그러나 무소속 2명이 모두 민주당과 협조하기로 하면서 민주당과 공화당은 51:49 비율을 이루게 되었다. 따라서 2007년 1월 3일에 시작한 의회에서 다수당 대표로 민주당의 해리 리드가 선출되었다. 이 구도는 2014년 선거를 끝으로 깨지게 된다.

## 선거 결과
| 정당      | 정당                                          | 지역구     | 지역구 | 지역구 | 비대상 | 총 의석 |
| 정당      | 정당                                          | 득표       | %      | 의석   | 비대상 | 총 의석 |
| --------- | --------------------------------------------- | ---------- | ------ | ------ | ------ | ------- |
|           | 민주당 (Democratic Party)                     | 32,344,708 | 53.2   | 22     | 27     | 49      |
|           | 공화당 (Republican Party)                     | 25,437,934 | 41.8   | 9      | 40     | 49      |
|           | 자유당 (Libertarian Party)                    | 612,732    | 1.0    | -      | -      | -       |
|           | 코네티컷의 리버먼 (Connecticut for Lieberman) | 564,095    | 0.9    | 1      | -      | 1       |
|           | 무소속 (Independent)                          | 378,142    | 0.6    | 1      | -      | 1       |
|           | 녹색당 (Green Party)                          | 295,935    | 0.5    | -      | -      | -       |
| 기타 정당 | 기타 정당                                     | 1,205,598  | 2.0    | -      | -      | -       |
| 전체      | 전체                                          | 60,839,144 |        |        |        |         |

### 주별 선거 결과
| 주                | 당선자             | 정당   | 이전 | 결과 | 선거 결과                                                               |
| ----------------- | ------------------ | ------ | ---- | ---- | ----------------------------------------------------------------------- |
| 애리조나 주       | 존 카일            | 공화당 |      |      | 존 카일 (공화당) 53.3% 짐 페더슨 (민주당) 43.5%                         |
| 캘리포니아 주     | 다이앤 파인스타인  | 민주당 |      |      | 다이앤 파인스타인 (민주당) 59.4% 딕 먼트조이 (공화당) 35.2%             |
| 코네티컷 주       | 조 리버먼          | 기타   |      |      | 조 리버먼 (무소속) 49.7% 네드 러몬트 (민주당) 39.7%                     |
| 델라웨어 주       | 톰 카퍼            | 민주당 |      |      | 톰 카퍼 (민주당) 67.1% 잰 팅 (공화당) 27.4%                             |
| 플로리다 주       | 빌 넬슨            | 민주당 |      |      | 빌 넬슨 (민주당) 60.3% 캐서린 해리스 (공화당) 38.1%                     |
| 하와이 주         | 다니엘 아카카      | 민주당 |      |      | 다니엘 아카카 (민주당) 61.4% 신디아 틸린 (공화당) 36.8%                 |
| 인디애나 주       | 리처드 루가        | 공화당 |      |      | 리처드 루가 (공화당) 87.3% 스티브 오스본 (자유당) 12.6%                 |
| 메인 주           | 올림피아 스노      | 공화당 |      |      | 올림피아 스노 (공화당) 74.4% 진 헤이 브라이트 (민주당) 20.5%            |
| 메릴랜드주 *      | 벤 카딘            | 민주당 |      |      | 벤 카딘 (민주당) 54.2% 마이클 스틸 (공화당) 44.2%                       |
| 메사추세츠 주     | 에드워드 케네디    | 민주당 |      |      | 에드워드 케네디 (민주당) 69.5% 케니스 체이스 (공화당) 30.5%             |
| 미시간 주         | 데비 스테이브노    | 민주당 |      |      | 데비 스테이브노 (민주당) 56.9% 마이크 보처드 (공화당) 41.3%             |
| 미네소타주 *      | 에이미 클로버처    | 민주당 |      |      | 에이미 클로버처 (민주당) 58.1% 마크 케네디 (공화당) 37.9%               |
| 미시시피 주       | 트렌트 로트        | 공화당 |      |      | 트렌트 로트 (공화당) 63.6% 에릭 플레밍 (민주당) 34.8%                   |
| 미주리 주         | 클레어 맥카스킬    | 민주당 |      |      | 클레어 맥카스킬 (민주당) 49.6% 짐 탤런트 (공화당) 47.3%                 |
| 몬태나 주         | 존 테스터          | 민주당 |      |      | 존 테스터 (민주당) 49.2% 콘래드 번즈 (공화당) 48.3%                     |
| 네브래스카 주     | 벤 넬슨            | 민주당 |      |      | 벤 넬슨 (민주당) 63.9% 페트 리케츠 (공화당) 36.1%                       |
| 네바다 주         | 존 엔사인          | 공화당 |      |      | 존 엔사인 (공화당) 55.4% 잭 카터 (민주당) 41.0%                         |
| 뉴저지 주         | 밥 메넨데스        | 민주당 |      |      | 밥 메넨데스 (민주당) 53.4% 토머스 킨 주니어 (공화당) 44.3%              |
| 뉴멕시코 주       | 제프 빙거먼        | 민주당 |      |      | 제프 빙거먼 (민주당) 70.6% 앨런 맥컬러치 (공화당) 29.3%                 |
| 뉴욕 주           | 힐러리 클린턴      | 민주당 |      |      | 힐러리 클린턴 (민주당) 67.0% 존 스펜서 (공화당) 31.0%                   |
| 노스다코타 주     | 켄트 콘래드        | 민주당 |      |      | 켄트 콘래드 (민주당) 68.8% 드와이트 그로트버그 (공화당) 29.5%           |
| 오하이오 주       | 셰러드 브라운      | 민주당 |      |      | 셰러드 브라운 (민주당) 56.2% 마이크 드와인 (공화당) 43.8%               |
| 펜실베이니아 주   | 밥 케이시          | 민주당 |      |      | 밥 케이시 (민주당) 58.7% 릭 샌토럼 (공화당) 41.3%                       |
| 로드아일랜드 주   | 셸든 와이트하우스  | 민주당 |      |      | 셸든 와이트하우스 (민주당) 53.5% 링컨 셰피 (공화당) 46.5%               |
| 테네시주 *        | 밥 코커            | 공화당 |      |      | 밥 코커 (공화당) 50.7% 해럴드 포드 (민주당) 48.0%                       |
| 텍사스 주         | 케이 베일리 허치슨 | 공화당 |      |      | 케이 베일리 허치슨 (공화당) 61.7% 바버라 앤 랜드노브스키 (민주당) 36.0% |
| 유타 주           | 오린 해치          | 공화당 |      |      | 오린 해치 (공화당) 62.6% 패트 애시다운 (민주당) 30.8%                   |
| 버몬트주 *        | 버니 샌더스        | 무소속 |      |      | 버니 샌더스 (무소속) 65.4% 리처드 테런트 (공화당) 32.3%                 |
| 버지니아 주       | 짐 웨브            | 민주당 |      |      | 짐 웨브 (민주당) 49.6% 조지 앨런 (공화당) 49.2%                         |
| 워싱턴 주         | 마리아 켄트웰      | 민주당 |      |      | 마리아 켄트웰 (민주당) 56.9% 마이크 맥개빅 (공화당) 39.9%               |
| 웨스트버지니아 주 | 로버트 버드        | 민주당 |      |      | 로버트 버드 (민주당) 64.4% 존 래스 (공화당) 33.7%                       |
| 위스콘신 주       | 허브 콜            | 민주당 |      |      | 허브 콜 (민주당) 67.3% 로버트 로지 (공화당) 29.5%                       |
| 와이오밍          | 크레이그 L. 토머스 | 공화당 |      |      | 크레이그 L. 토머스 (공화당) 70.0% 데일 그로테지 (민주당) 30.0%          |

## 같이 보기
- 2006년 미국 하원의원 선거
- 2006년 미국 주지사 선거